# Villa Littmann

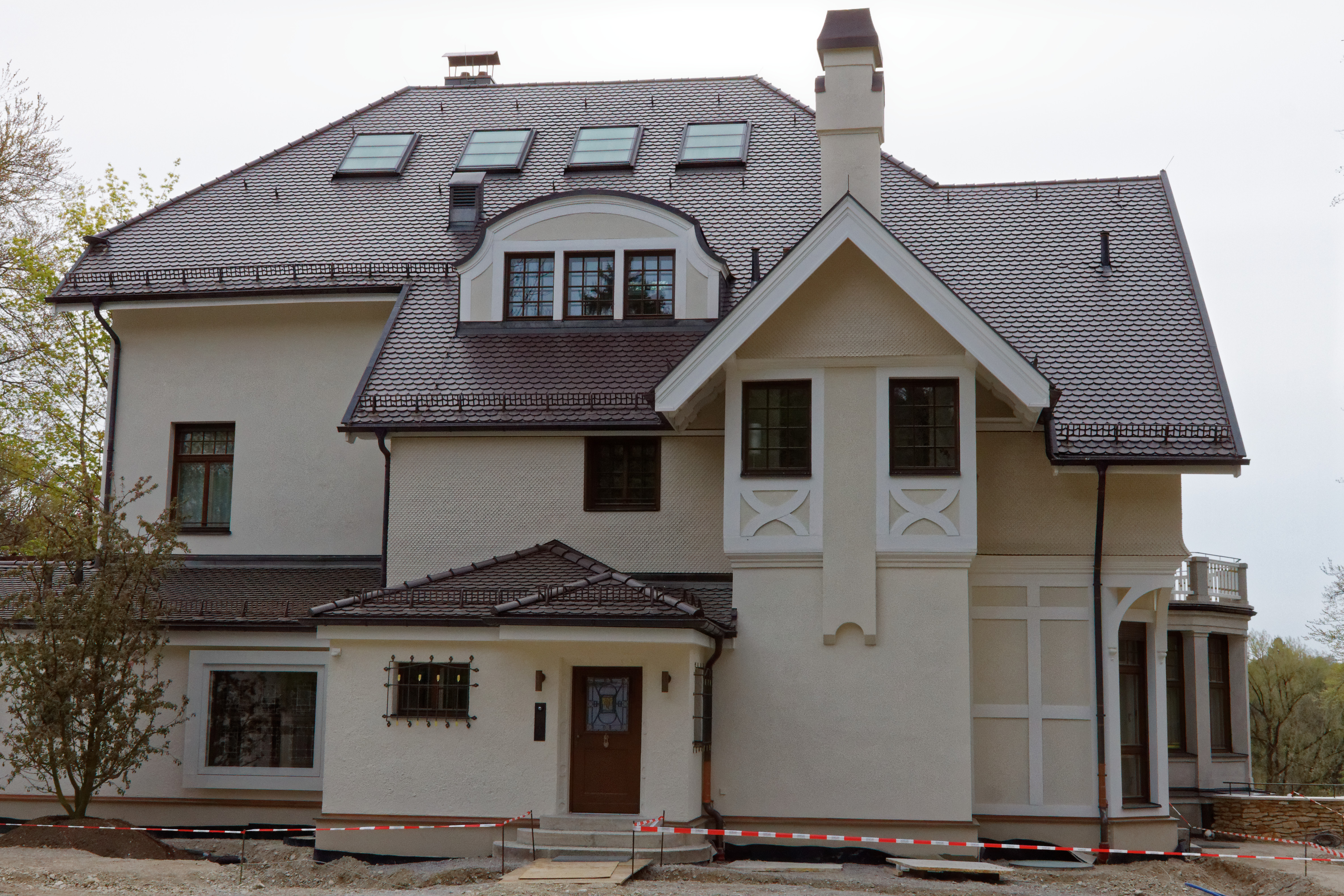
Villa Littmann, Heilmannstraße 29 (2014)

Die Villa Littmann ist ein Wohngebäude in München. Das Gebäude ist als Baudenkmal in die Bayerische Denkmalliste eingetragen.

## Lage
Die Villa liegt in der Heilmannstraße 29 in der Villenkolonie Prinz-Ludwigs-Höhe im Münchener Stadtteil Thalkirchen. Das Grundstück ist eines der größeren Grundstücke der Villenkolonie und schließt die Hangkante der Isarterrasse bis zur Conwentzstraße mit ein.

## Geschichte

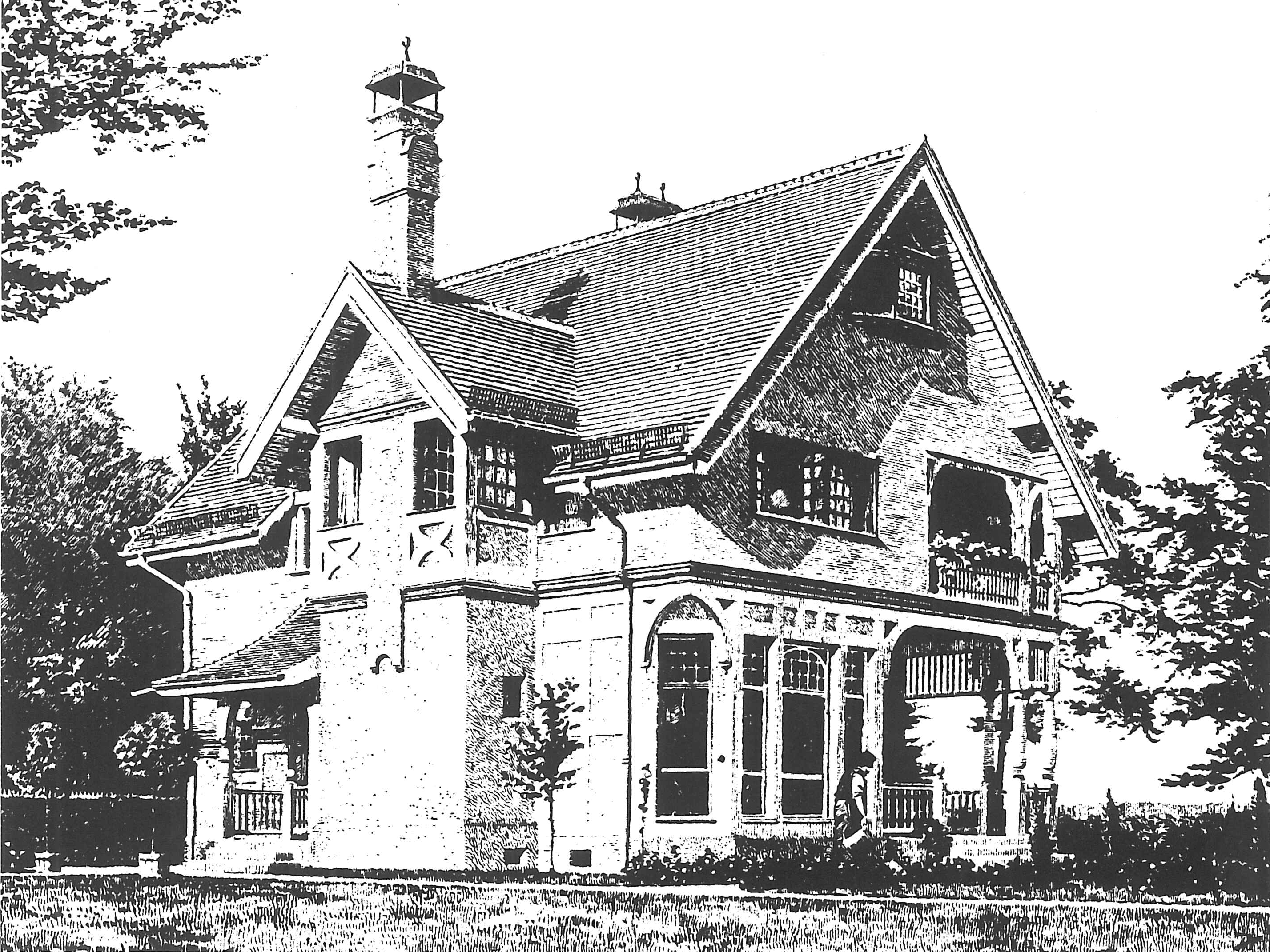
Entwurf Max Littmanns von 1900
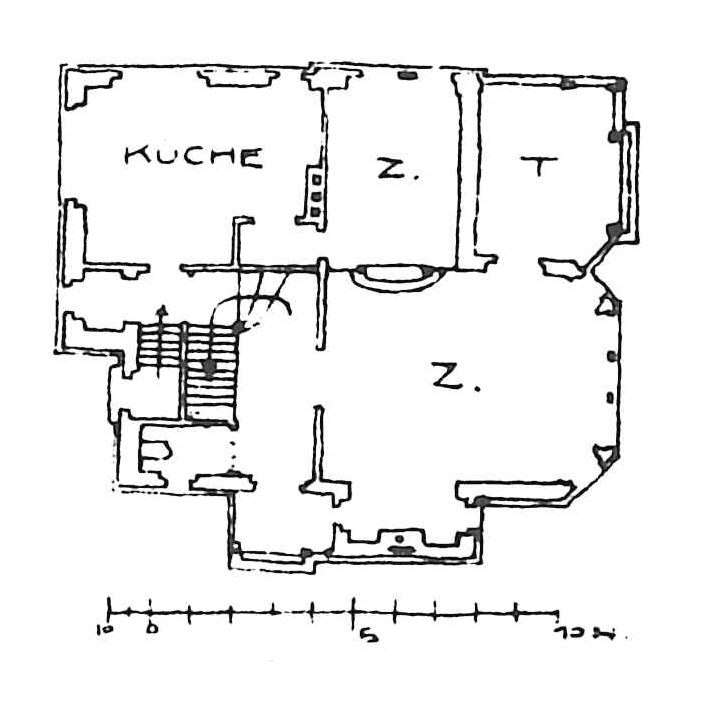
Grundriss von 1900

1900 erwarb Ida Littmann, eine Tochter Jakob Heilmanns, die mit dem Geschäftspartner ihres Vaters, dem Architekten Max Littmann, verheiratet war, das Grundstück von ihrem Vater. 1901 erbaute Max Littmann die Villa als Sommerhaus. Da Littmann das Haus von der Straße zurückgesetzt geplant hatte, beanstandete die Lokalbaukommission die Pläne wegen eines Verstoßes gegen die Baulinienvorschrift. Erst nach einem Brief Littmanns, in dem er schrieb, eine strikte Einhaltung der Baulinie sei in der Villenkolonie nicht einmal wünschenswert, erteilte sie die Genehmigung.
Littmanns nutzten die Villa bis 1909. Dann kaufte Jakob Heilmann sie zurück und ließ sie nach Osten zur Hangkante hin und nach Norden erweitern. 1913 folgte eine weitere Erweiterung und Umbau des Küchentrakts sowie die Errichtung einer Grenzmauer zur Straße hin durch den Architekten John A. Campbell.
2005 bis 2007 diente die Villa als Drehort für die ersten sieben Folgen der Fernsehserie Familie Sonnenfeld.
Neuester Eigentümer der Villa ist der ehemalige Siemens-Vorstandsvorsitzende Peter Löscher. Er ließ das Haus über Jahre aufwändig renovieren. Seit dem Frühjahr 2014 versteckt eine mehrere Meter hohe Hecke aus immergrünen Gehölzen das Haus vor den Blicken von Passanten.

## Architektur

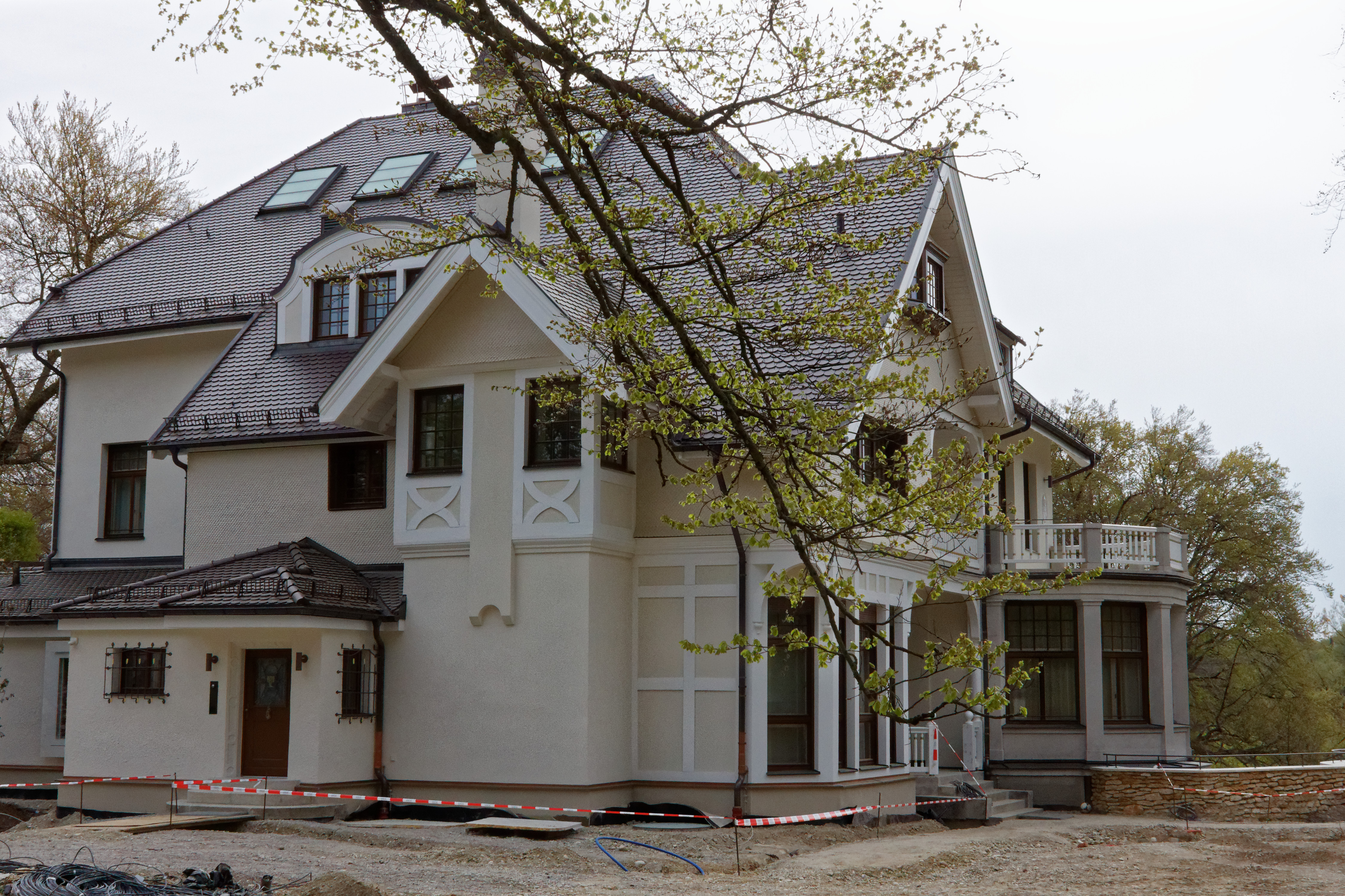
Schrägansicht

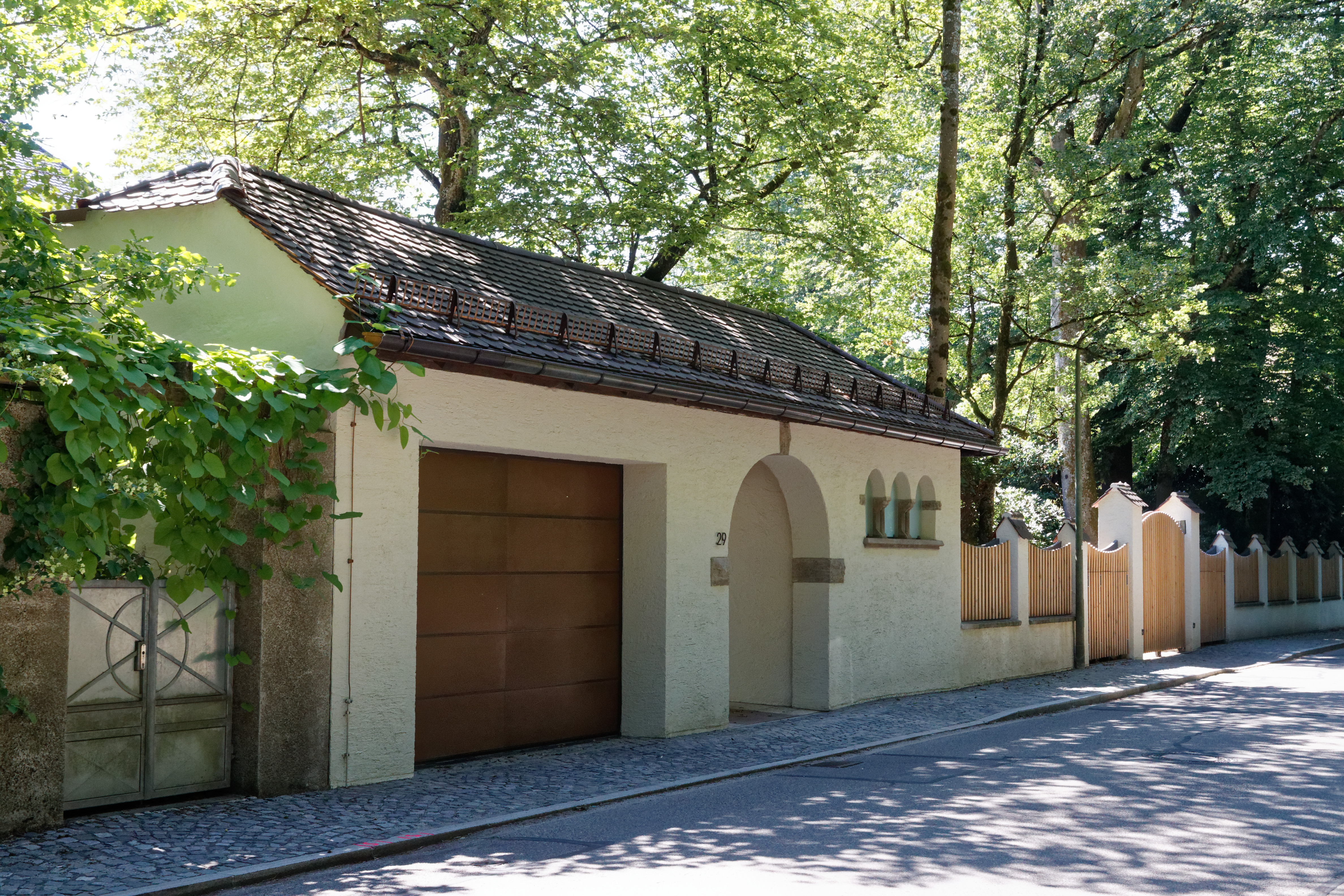
Torhaus und Gartenmauer

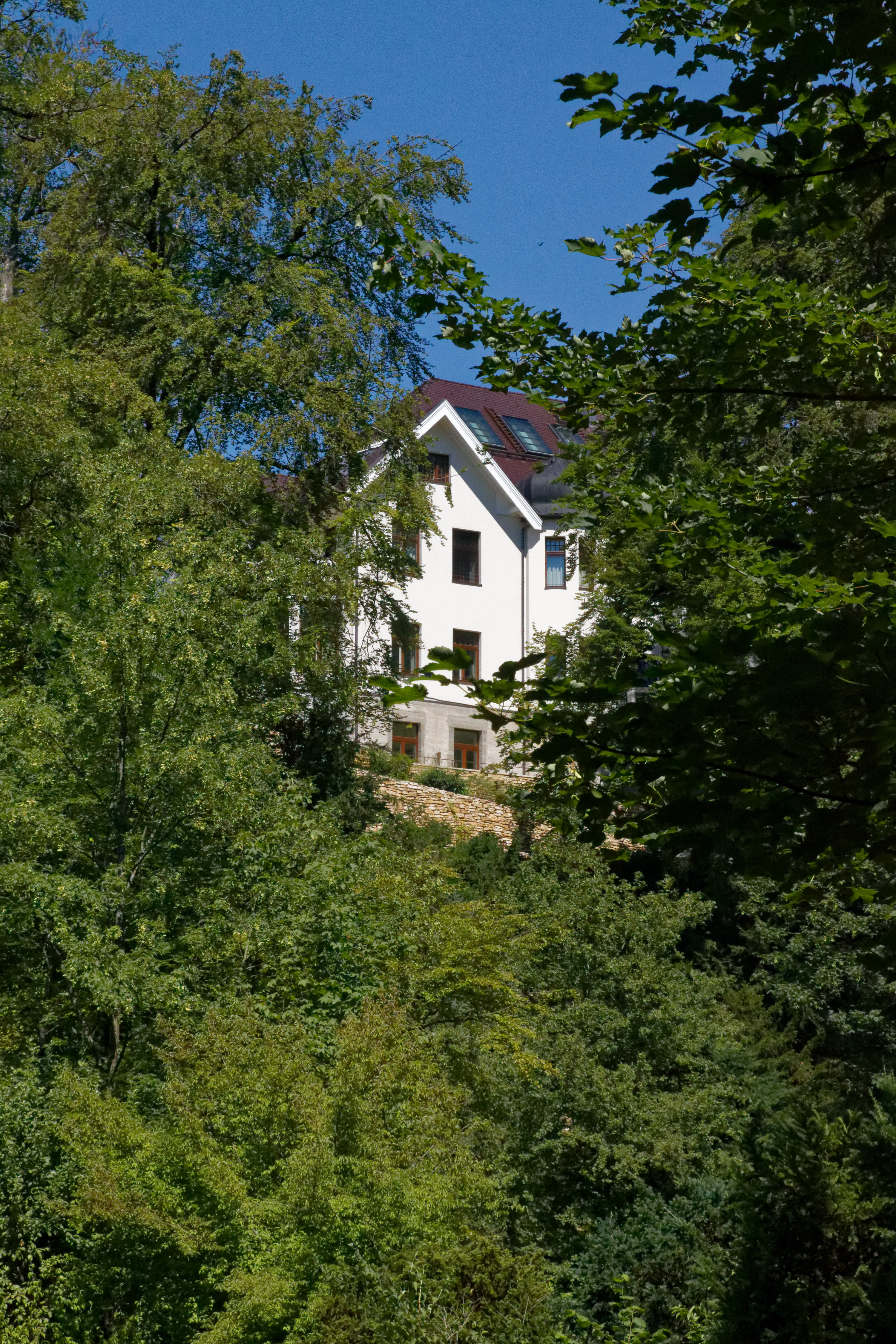
Ansicht aus dem Tal

Das ursprüngliche Sommerhaus ist eine Villa im englischen Landhausstil mit Fachwerkelementen. Der eingeschossige Bau trägt ein traufständiges Satteldach und hat ein ursprünglich verschindeltes Obergeschoss mit Kniestock. Die südliche Giebelseite ist im Erdgeschoss sehr offen gestaltet mit großen Fenstern und einer Veranda. Im Obergeschoss liegt rechts von der Mittelachse eine Loggia, in der Giebelspitze ein Fenstererker. Nach Westen zur Straße hin springen ein kleiner zweigeschossiger Querbau und der Eingangsbau von der Fassade vor. Das Dachgeschoss hat eine breit gelagerte Dachgaube mit drei nebeneinander liegenden Fenstern.
Nach Norden und Osten schließt sich der bis zur Hangkante reichende Erweiterungsbau von 1910 an. Er ist zweigeschossig und trägt ein Walmdach, das auf der Westseite nahtlos in das Satteldach des ursprünglichen Hauses übergeht. An der Südseite schließt ein halbrund hervorspringende Wintergarten an die Veranda des ursprünglichen Hauses an. Darüber liegt ein nach Osten gerichtetes Zwerchhaus mit Dreiecksgiebel. An der Ostfassade springt ein kleiner halbrunder Turm aus der Mauerflucht vor, der eine Zwielbelhaube trägt.
Hinter dem Haus führt ein Weg in Serpentinen den Isarhang hinab in den tiefer gelegenen Teil des Gartens, der von dem Wenzbach durchflossen wird. Eine Brücke führt über den Bach zu einem Gartenhaus.
Zur Heilmannstraße hin ist das Grundstück mit einer Gartenmauer abgeschlossen, die in der Eingangsachse der Villa ein Einfahrtstor hat. In der Nordostecke des Grundstücks steht ein Torhaus ursprünglich mit Garage, das neoromanische Stilelemente aufweist. Beide stammen aus dem Umbau von 1913 und stehen wie die Villa selber unter Denkmalschutz. Die ehemalige Garage dient heute als Zufahrt zur Tiefgarage.